# Glim Kirke
Glim Kirke er en kirke i Glim Sogn i Lejre Kommune.

## Eksterne kilder og henvisninger
- Glim Kirke hos KortTilKirken.dk
- Glim Kirke i bogværket Danmarks Kirker (udg. af Nationalmuseet)

- Wikimedia Commons har flere filer relateret til Glim Kirke